# The Rotted
I The Rotted sono un gruppo britannico di death metal e grindcore, formatosi alla fine degli anni novanta, inizialmente conosciuti con il nome di Gorerotted.

## Storia del gruppo
Nati come Gorerotted nel 1998 incidono un demo-mcd autofinanziato con il titolo “Her gash I did slash”, di cui vanno subito tutte esaurite le prime 1500 copie. Nel 2000 firmano un contratto con l'etichetta inglese Dead Again Records che pubblica il loro primo album Mutilated in minutes che verrà poi ripubblicato e distribuito su larga scala solo nel 2002 dalla IBD Records in Europa e dalla Relapse Records in America. L'album porta con sé le influenze dei maestri Carcass, Cannibal Corpse ed Autopsy, e la produzione esplosiva amplifica la loro violenza sonora. Le liriche e l'artwork sono dissacranti e scabrose e l'intento del gruppo è quello di scioccare e disgustare. Di notevole impatto anche le bizzarrie vocali di Mr. Gore (voce urlata) e Goreskin (voce gutturale) che ben rappresentano le torture e le depravazioni presenti nelle loro liriche. In poco tempo questo lp diventa un must e presenzia anche tra le pagine di “Gore Issue” del celebre magazine inglese Terrorizer specializzato in musica estrema.
Nel novembre del 2003 la band incide il suo secondo album Only tools and corpses (parodia della sitcom inglese Only Fools and Horses) che sebbene resti ancorato allo stile dell'esordio, presenta una più marcata influenza brutal death. Il disco rappresenta un valido esempio di cosa voglia dire suonare oggi musica non certo di facile assimilazione come il goregrind. Per promuovere il disco, la band si imbarca in un tour europeo che li vedrà supportare i Pungent Stench, i Vomitory, i Cannibal Corpse e parteciperà anche ai festival estivi del Summer Breeze, Party San, Kaltenbach, ed il Grind Your Mother in Italia tra gli altri.
Nel febbraio del 2005 i The Rotted incidono il loro terzo disco “A new dawn for the dead” in cui abbandonano le radici gore e grind in favore di uno stile più tecnico e dark ed inglobando un'attitudine prettamente rock n' roll. Anche la copertina diventa più ‘ordinaria’ e dopo l'abbandono di Mr. Gore, le liriche vengono scritte da Goreskin e dal bassista Wilson trattando temi come il voodoo, la violenza psicologica e gli abusi di alcool e droga. Attualmente il gruppo è in tour in Europa con i Pungent Stench ed i Grimness 69. I The Rotted successivamente si sciolsero e cambiarono il loro nome in quello attuale, con la quale pubblicarono un solo album, Get Dead Or Die Trying.

## Formazione

### Line-up Attuale
- Ben "Goreskin" McCrow - voce
- Rev. Trudgill - basso
- Tim Carley - chitarra
- Nate Gould - batteria

### Ex componenti
- Gian Pyres - chitarra
- Phil Wilson - basso, voce
- Mr. Gore - voce
- Dicksplash - chitarra (1999-2001)

## Discografia

### Come Gorerotted
- 2001 - Mutilated in Minutes
- 2003 - Only Tools and Corpses
- 2005 - A New Dawn for the Dead

Demo
- 1998 - Her Gash I Did Slash

Split
- 2002 - Split Your Guts Vol. 1

### Come The Rotted
Album in studio
- 2008 - Get Dead or Die Trying
- 2011 - Ad Nauseam

EP
- 2010 - Anarchogram